# The Best of the Solo Albums
The Best of the Solo Albums è una raccolta dei migliori brani degli album solisti dei membri dei Kiss pubblicati in contemporanea il 18 settembre del 1978. L'album non è mai stato pubblicato negli Stati Uniti, ma solo in alcuni Paesi specifici, dove è uscito in date diverse (in Europa e in Australia è per esempio uscito nel novembre del 1979, mentre in Argentina è uscito nel 1980).
Ogni album uscito in ogni singola nazione presenta delle tracce e delle copertine diverse da un altro uscito in un altro Paese, tuttavia il numero dei brani contenuti in ogni album è uguale per tutti. L'album non è inoltre mai stato ristampato in CD.

## Lista delle tracce

### Edizione tedesca
1. New York Groove (Rus Ballard) - 3:01
2. Living in Sin (Gene Simmons, Sean Delaney, Howard Marks)  - 3:50
3. See You Tonite (Simmons) - 2:30
4. Rip It Out (Ace Frehley, Larry Kelly, Sue Kelly) - 3:39
5. Fractured Mirror (Frehley) - 5:25
6. Don't You Let Me Down (Peter Criss, Stan Penridge) - 3:38
7. Radioactive (Simmons) - 3:50
8. Tonight You Belong to Me (Stanley) - 4:39
9. Take Me Away (Stanley, Mikel Japp) - 5:26
10. Rock Me, Baby (Delaney) - 2:50
11. I Can't Stop the Rain (Delaney) - 4:25
12. Hold Me, Touch Me (Think of Me When We're Apart) (Stanley) - 3:40

### Edizione europea
1. New York Groove - 3:01
2. Rip It Out - 3:39
3. Speedin' Back to My Baby (Frehley, Jeanette Frehley) - 3:35
4. You Matter to Me (John Vastano, Michael Morgan, Vini Poncia) - 3:15
5. Tossin' and Turnin' (Richard Adams, Malou Rene) - 3:58
6. Hooked on Rock 'n Roll (Criss, Penridge, Poncia) - 3:37
7. Radioactive - 3:50
8. Mr. Make Believe (Simmons) - 4:00
9. See You in Your Dreams (Simmons) - 2:48
10. Tonight You Belong to Me - 4:39
11. Move On (Stanley, Japp) - 3:07
12. Hold Me, Touch Me (Think of Me When We're Apart) - 3:40

### Edizione australiana
1. Hold Me, Touch Me (Think of Me When We're Apart) - 3:40
2. Tonight You Belong to Me - 4:39
3. Move On - 3:07
4. Don't You Let Me Down - 3:38
5. Hooked on Rock 'n Roll - 3:37
6. I Can't Stop the Rain - 4:25
7. New York Groove - 3:01
8. Speedin' Back to My Baby - 3:35
9. Rip It Out - 3:39
10. Radioactive - 3:50
11. Mr. Make Believe - 4:00
12. Living in Sin - 3:50

### Edizione argentina
1. Wouldn't You Like to Know Me (Stanley) - 3:16
2. It's Alright (Stanley) - 3:31
3. Hold Me, Touch Me (Think of Me When We're Apart) - 3:40
4. You Matter to Me - 3:15
5. That's the Kind of Sugar Papa Likes (Criss, Penridge) - 2:37
6. I Can't Stop the Rain - 4:25
7. New York Groove  - 3:01
8. Rip It Out - 3:39
9. What's in Your Mind (Frehley) - 3:26
10. See You in Your Dreams - 2:48
11. Radioactive - 3:50